# Algemene begraafplaats Noordwijk
De Gemeentelijke begraafplaats Noordwijk is een algemene begraafplaats, gelegen aan de Oude Zeeweg 32 in de kustplaats Noordwijk, in de Nederlandse provincie Zuid-Holland.
De begraafplaats is aangelegd in 1829; het ontwerp is van Salomon van der Paauw, stadsarchitect van Leiden.
Het oudste gedeelte is ommuurd en vrijwel vierkant.
In 1931 werd de begraafplaats uitgebreid: aan de west- en noordkant werden terrassen in de duinen aangelegd.

## Rijksmonumenten
De begraafplaats als zodanig, en enkele objecten op de begraafplaats hebben de status van Rijksmonument:

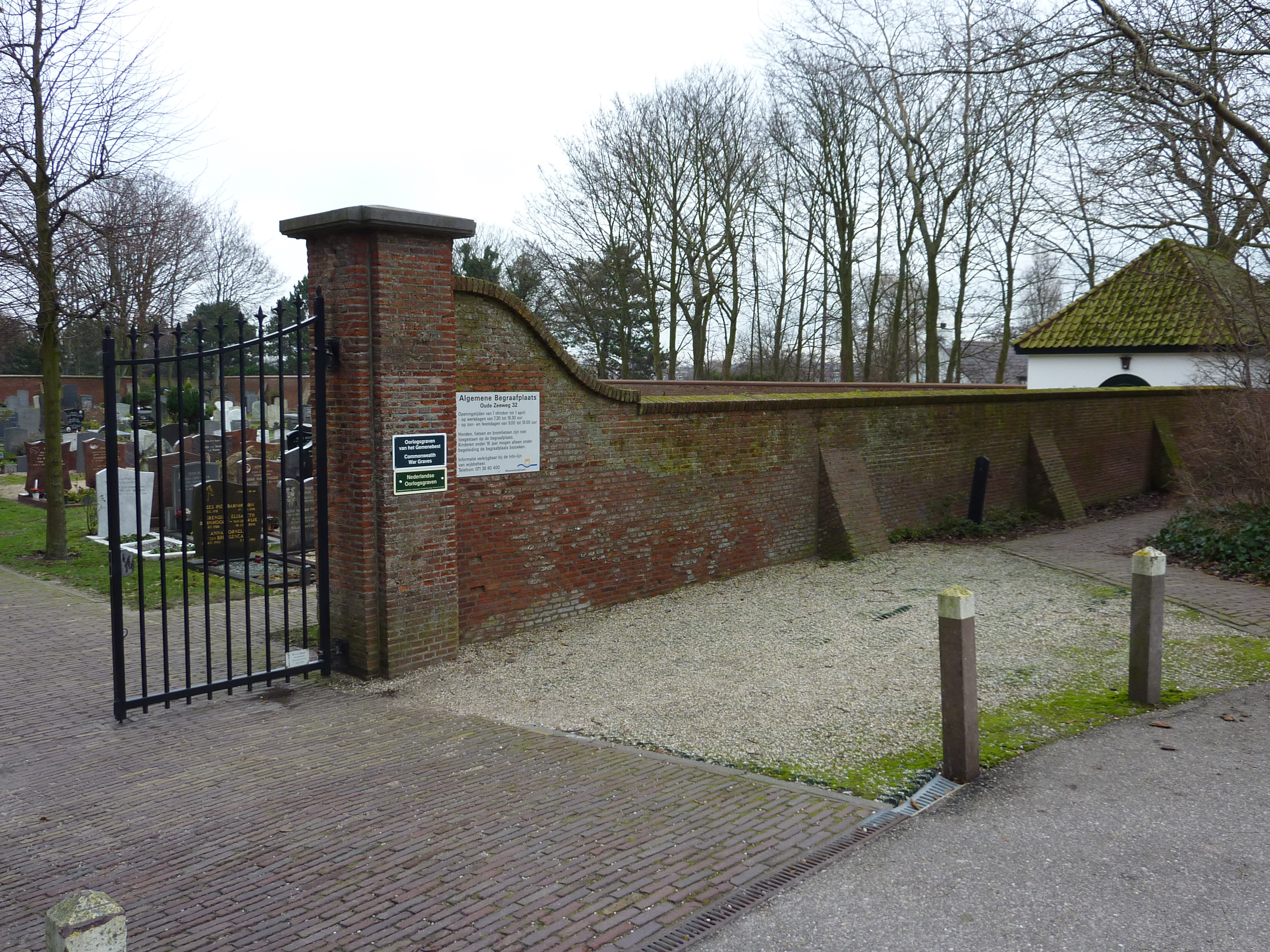
De uit 1931 daterende muur rond de begraafplaats
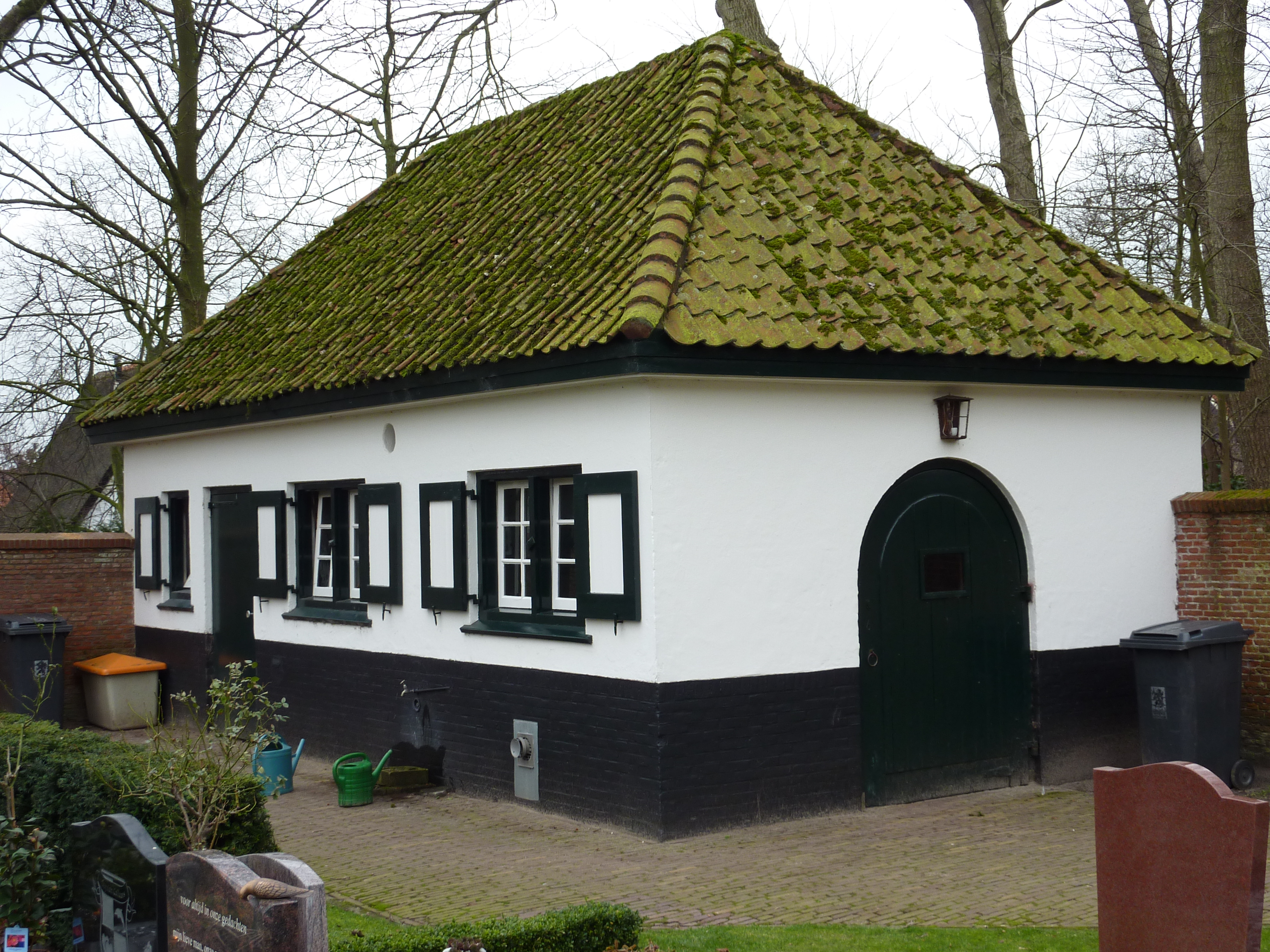
het voormalige baarhuisje
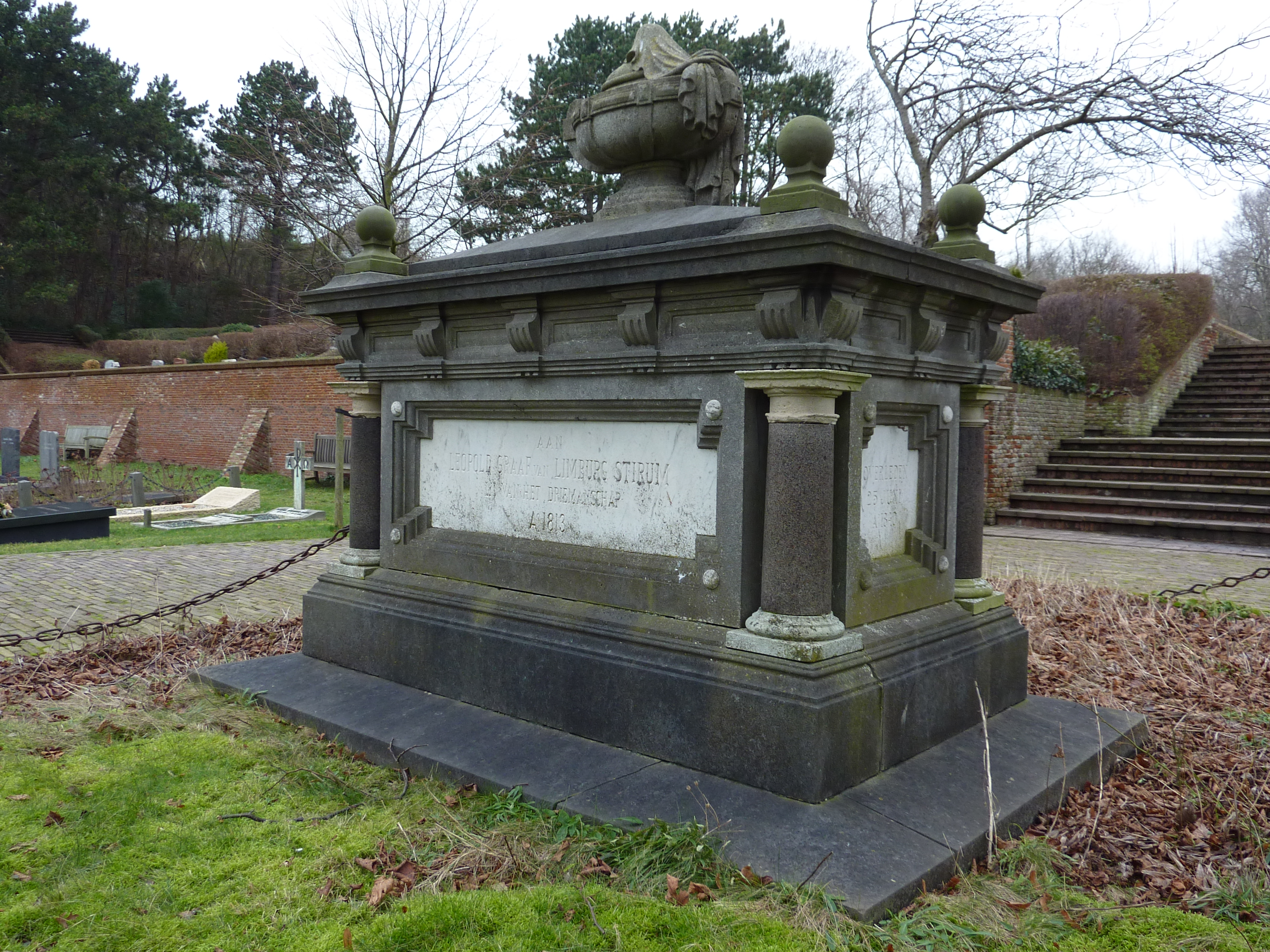
Neoclassicistisch grafmonument uit 1829, opgericht door de families Van Limburg Stirum, Von Wulcknitz en Van Borselen.
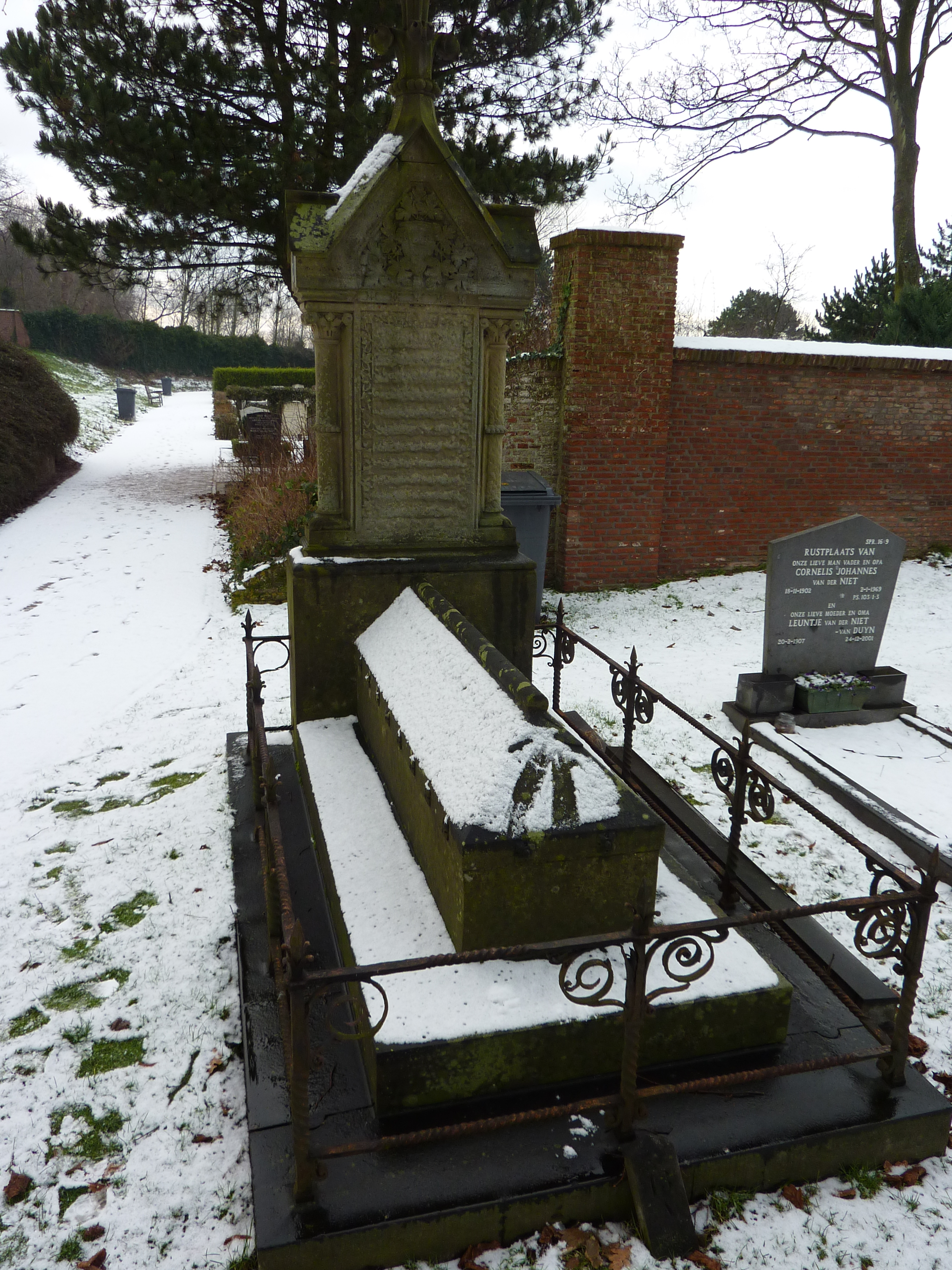
Neogotisch grafmonument van Otto Johannes Schreuders uit 1886

## Bekende namen
Op deze begraafplaats liggen enkele bekende personen begraven, zoals:

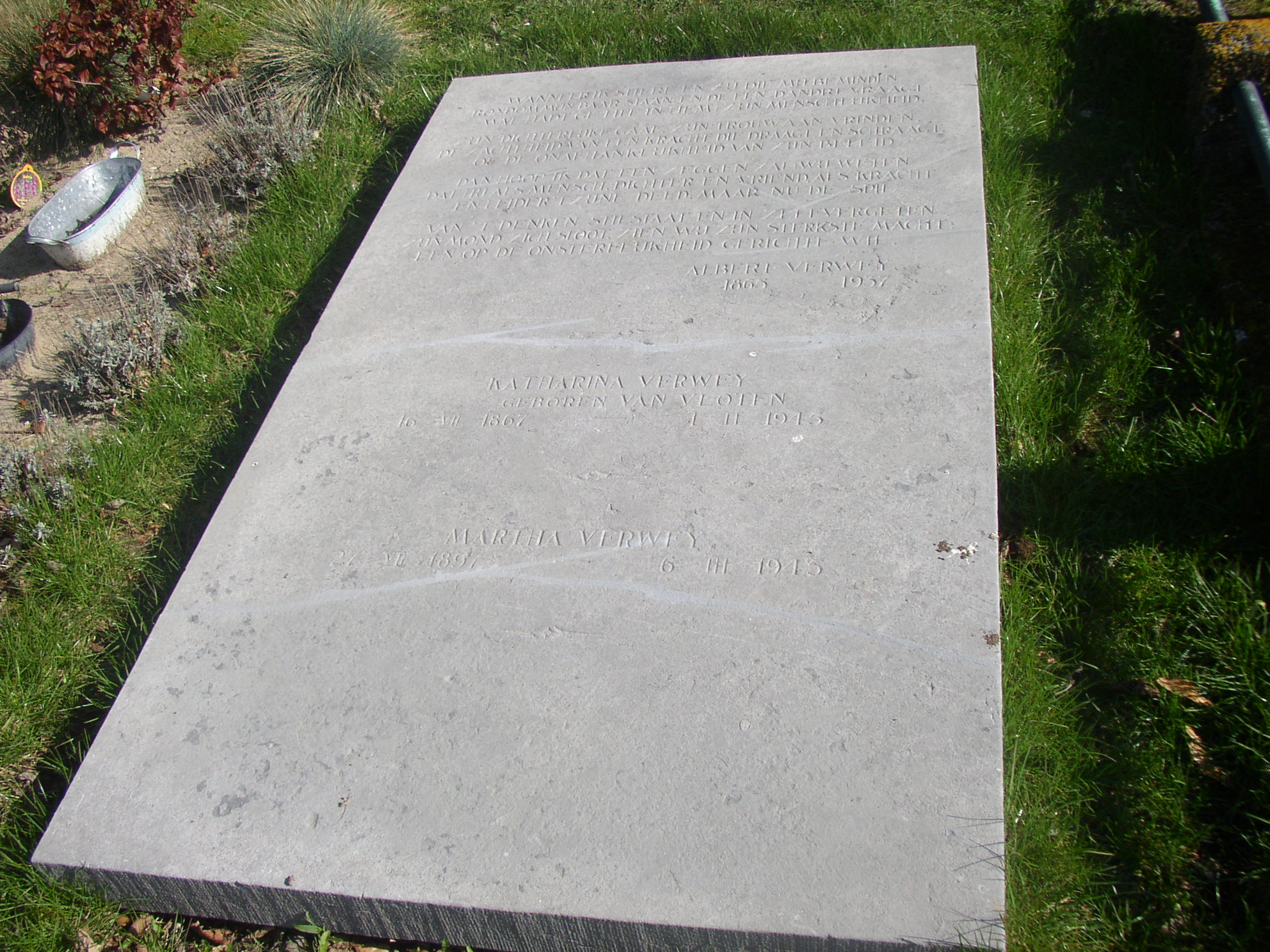
Albert Verwey
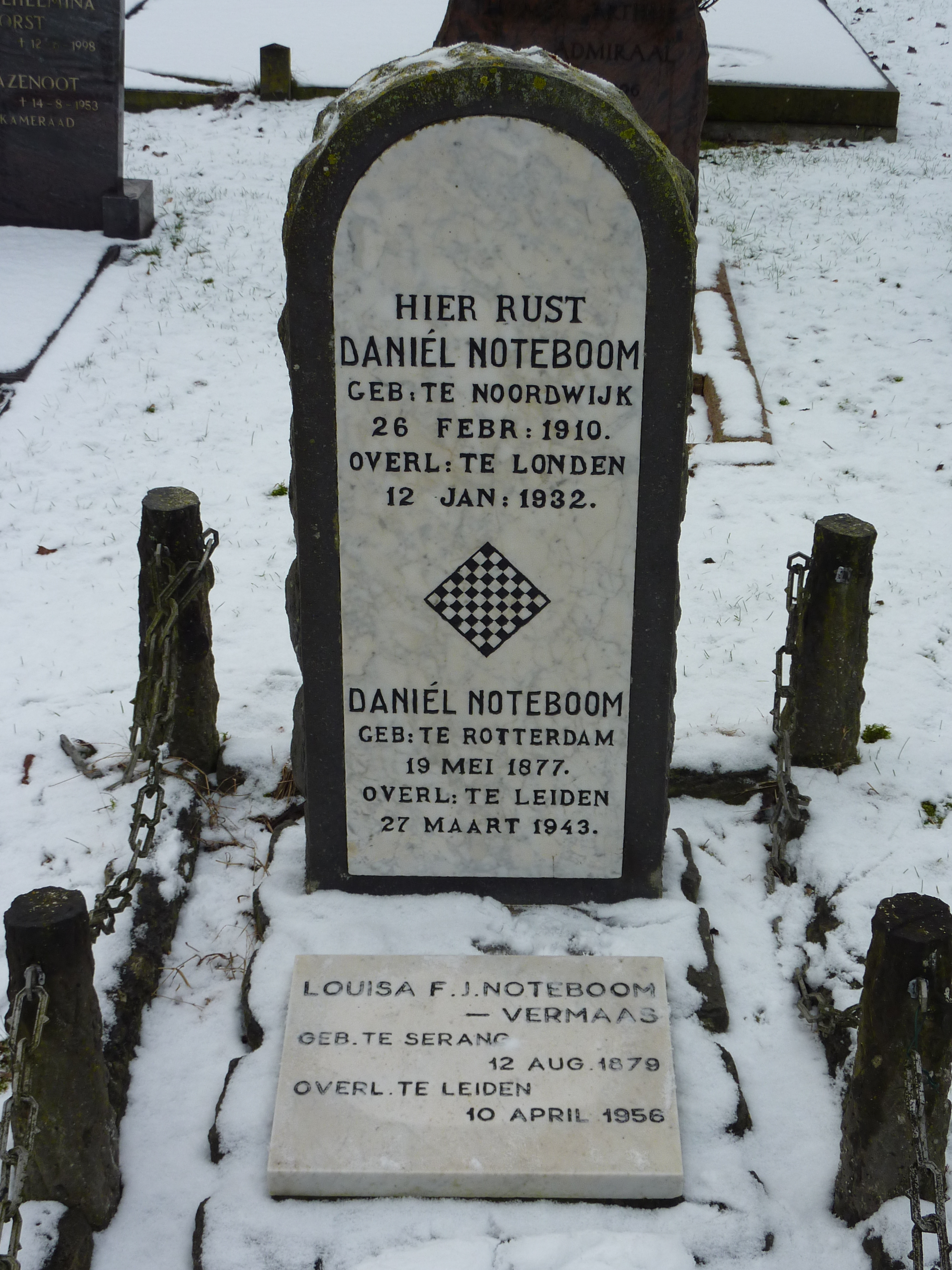
Daniël Noteboom
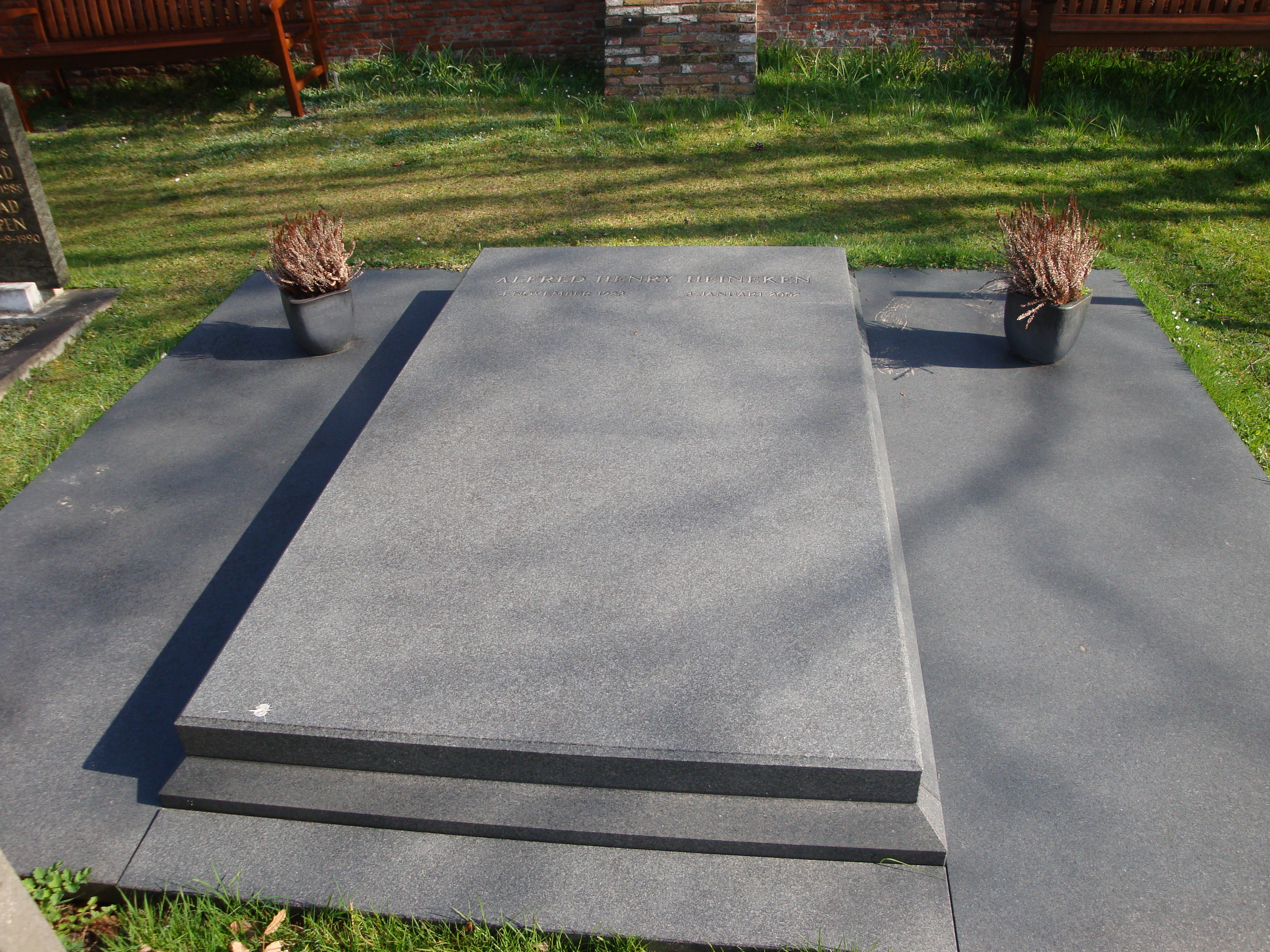
Freddy Heineken
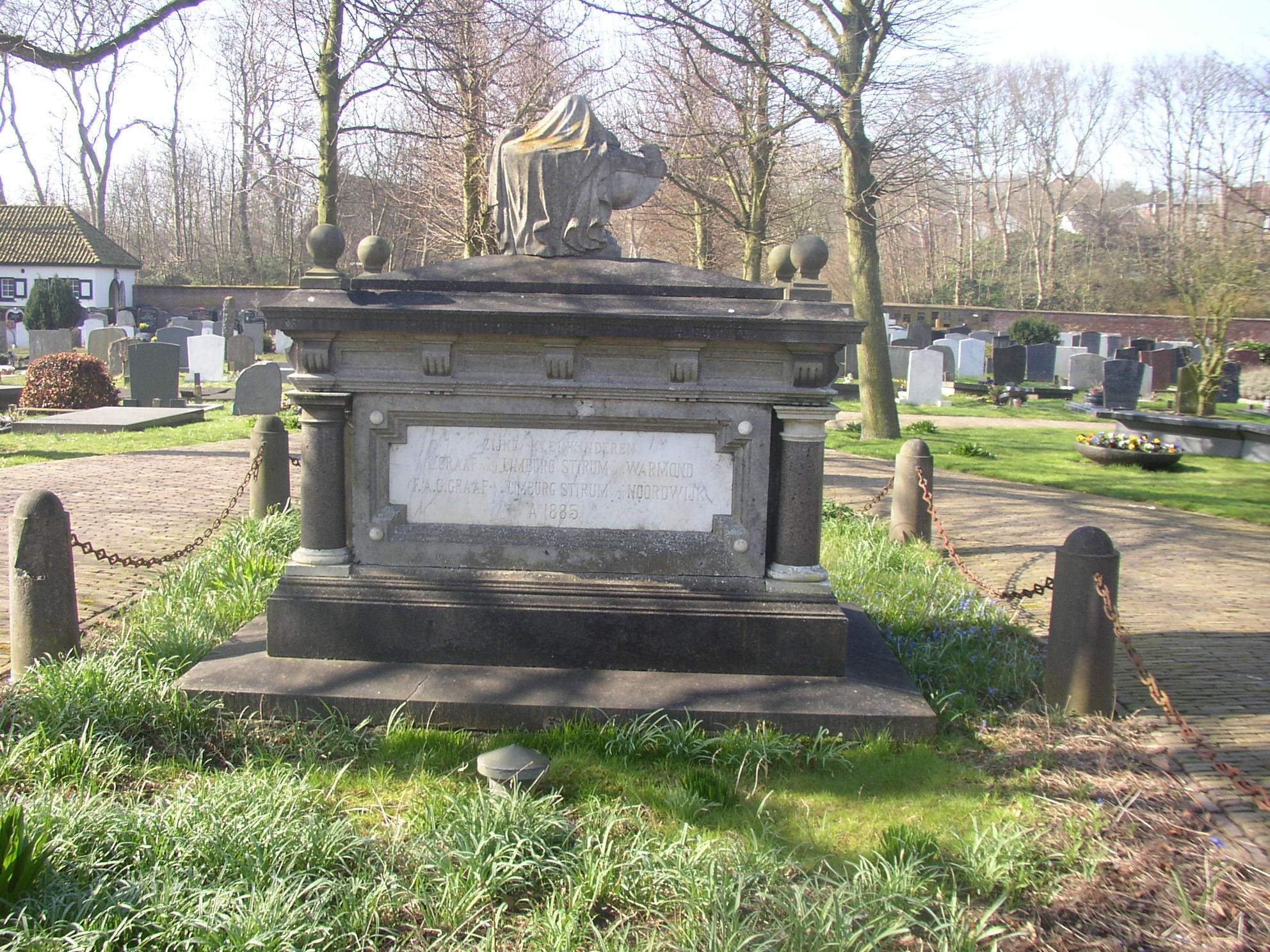
Leopold Van Limburg Stirum en familie (grafkelder)
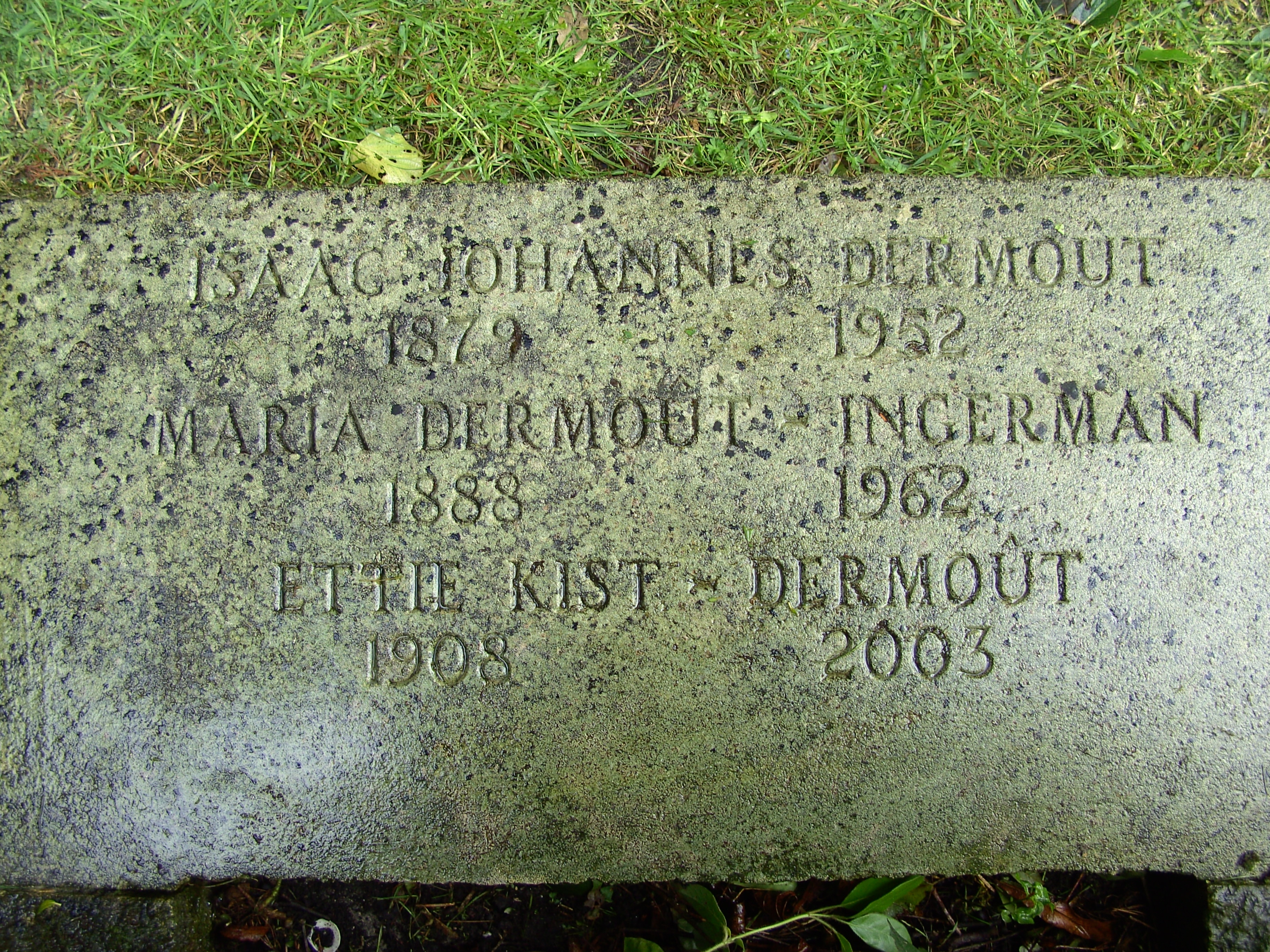
Maria Dermoût

## Oorlogsgraven

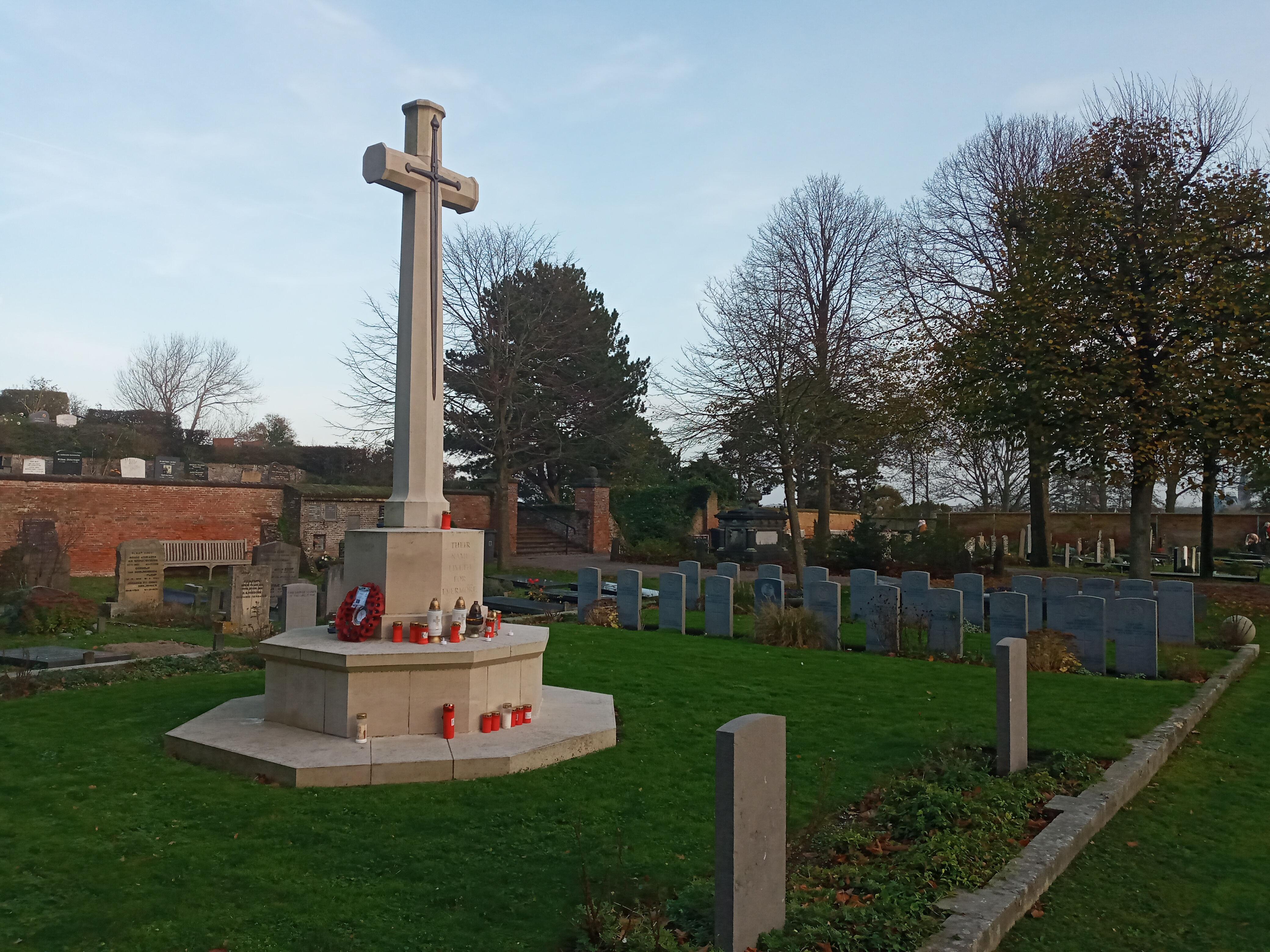
Cross of Sacrifice

Op de begraafplaats liggen 135 doden uit de Eerste en Tweede Wereldoorlog begraven, afkomstig uit landen van het Gemenebest. Er zijn 81 graven uit de Eerste Wereldoorlog; daaronder zijn 54 Britse zeelieden waarvan de identiteit onbekend is (24 van hen hebben een individueel graf, de overigen liggen in graven met vijf tot tien doden en zijn in 1920 herbegraven). Er zijn 52 graven uit de Tweede Wereldoorlog; van 19 is de identiteit onbekend. Er liggen ook twee Poolse vliegeniers, waarvan er een onbekend is.
Op de begraafplaats staat een herdenkingskruis (Cross of Sacrifice) naar ontwerp van Sir Reginald Blomfield. Het is uitgevoerd in natuursteen, en er is een bronzen zwaard op aangebracht. Het herdenkingskruis is in eerste instantie gemaakt voor de Engelse zeelieden (militairen) uit de Eerste Wereldoorlog, die in 1920 werden herbegraven, vlak bij het herdenkingskruis. Het kruis kreeg jaren later de tekst; "WWII their name liveth for evermore".